# اچ‌ام‌اس آرژنتا
اچ‌ام‌اس آرژنتا (به انگلیسی: HMS Argenta) یک کشتی بود. این کشتی در سال ۱۹۱۹ ساخته شد.